# Förnedringen av jorden
Förnedringen av jorden är en psalm vars text är skriven av Fred Kaan och översatt till svenska av Gerd Román och Eva Åkerberg. Musiken är skriven av Michael Bojesen.

## Publicerad som
- Nr 839 i Psalmer i 2000-talet under rubriken "Människosyn, människan i Guds hand".